# Masters of Chant
Masters of Chant – drugi album zespołu Gregorian, złożony z coverów różnych wykonawców.
Nagrania w Polsce uzyskały status złotej płyty.

## Lista utworów
1. "Brothers in Arms" (Dire Straits) – 5:09
2. "Scarborough Fair" – 4:06
3. "Tears in Heaven" (Eric Clapton) – 4:43
4. "Still I'm Sad" (The Yardbirds) – 4:02
5. "When a Man Loves a Woman" (Percy Sledge) – 4:08
6. "Nothing Else Matters" (Metallica) – 5:30
7. "Fade to Grey" (Visage) – 3:38
8. "Losing My Religion" (R.E.M.) – 5:01
9. "Vienna" (Ultravox) – 4:22
10. "The Sound of Silence" (Simon and Garfunkel) – 3:35
11. "Sebastian" (Steve Harley & Cockney Rebel) – 3:05
12. "Don't Give Up" (Peter Gabriel oraz Kate Bush) – 5:22
13. "Save a Prayer" (Duran Duran) – 4:54 (utwór dodatkowy)
14. "I Still Haven't Found What I'm Looking For" (U2) – 4:14 (utwór dodatkowy)